# Przymiarki (Siedliszcze)
Przymiarki – kolonia wsi Siedliszcze, położona w Polsce, w województwie lubelskim, w powiecie włodawskim, w gminie Wola Uhruska. 
W latach 1975–1998 kolonia administracyjnie należała do województwa chełmskiego.